# Пльохів (Чернігівський район)
Пльо́хів — село в Україні, у Михайло-Коцюбинській селищній громаді Чернігівського району Чернігівської області. До 2016 орган місцевого самоврядування — Пльохівська сільська рада.
Населення становить 429 осіб.

## Історія
Назва походить від «плахатися» — тягтися, важко йти.
За даними на 1859 рік у козачому й власницькому селі Чернігівського повіту Чернігівської губернії мешкало 955 осіб (494 чоловічої статі та 461 — жіночої), налічувалось 164 дворових господарства, існувала православна церква.
Станом на 1886 у колишньому державному й власницькому селі Антонівської волості мешкало 1143 особи, налічувалось 204 дворових господарства, існували православна церква, школа, 5 вітряних млинів, 2 крупорушки, 2 маслобійних заводи.
За переписом 1897 року кількість мешканців зросла до 1437 осіб (694 чоловічої статі та 743 — жіночої), з яких 1424 — православної віри.
05 лютого 1965 року Указом Президії Верховної Ради Української РСР передано Довжицьку, Пльохівську, Рудківську, Хмільницьку та Шибиринівську сільські ради Ріпкинського району — до складу Чернігівського району.
12 червня 2020 року, відповідно до розпорядження Кабінету Міністрів України № 730-р «Про визначення адміністративних центрів та затвердження територій територіальних громад Чернігівської області», увійшло до складу Михайло-Коцюбинської селищної громади.
19 липня 2020 року, в результаті адміністративно-територіальної реформи та ліквідації Чернігівського району (1923—2020) Чернігівської області, увійшло до складу новоутвореного Чернігівського району.